# Phillipsburg (Misuri)
Phillipsburg es una villa ubicada en el condado de Laclede en el estado de Misuri (Estados Unidos).

## Geografía
Phillipsburg se encuentra ubicada en las coordenadas 37°33′9″N 92°47′22″O / 37.55250, -92.78944. Según la Oficina del Censo de los Estados Unidos, en 2010 tenía una superficie total de 2,069 km², de la cual 2,065 (99,81%) correspondían a tierra firme y 0,004 (0,19%) a agua.

## Demografía
Según el censo de 2010, Phillipsburg estaba habitado por 202 personas y su densidad de población era de 97,63 hab/km². Según su raza, el 99,01% de los habitantes eran blancos y el 0,99% pertenecían a dos o más razas. Además, del total de la población, el 0,5% eran hispanos o latinos de cualquier raza.